# Primarias presidenciales de la Nueva Mayoría de 2017
Las primarias presidenciales de la Nueva Mayoría del año 2017 sería el método de elección del candidato presidencial de Chile de los partidos Demócrata Cristiano, Radical Socialdemócrata, Por la Democracia, Socialista, MAS Región, Izquierda Ciudadana y Comunista, además de los independientes de centroizquierda y de izquierda, agrupados en el pacto Nueva Mayoría, para la elección de 2017.
De realizarse, hubiese sido la segunda primaria de la Nueva Mayoría bajo la ley de primarias, aprobada durante 2012, que regula su ejercicio, tras el proceso electoral de 2013 que dio por ganadora a la socialista Michelle Bachelet.
La realización de la primaria se frustró luego que los demócratacristianos anunciaran en abril de 2017 que llevarían la candidatura de Carolina Goic a primera vuelta, dejando a Alejandro Guillier como solitario postulante a la primaria.

## Historia y desarrollo

### Antecedentes
La Nueva Mayoría, a pocos meses de su creación como coalición política, realizó en 2013 su primera elección primaria para definir a su candidato presidencial, al mismo tiempo que era la primaria presidencial regulada por el Servicio Electoral de Chile bajo la Ley de Elecciones Primarias. En dicha ocasión Michelle Bachelet (PS) se impuso ante Andrés Velasco Brañes (independiente), Claudio Orrego (PDC) y José Antonio Gómez (PRSD).

### Definición en el Partido Socialista

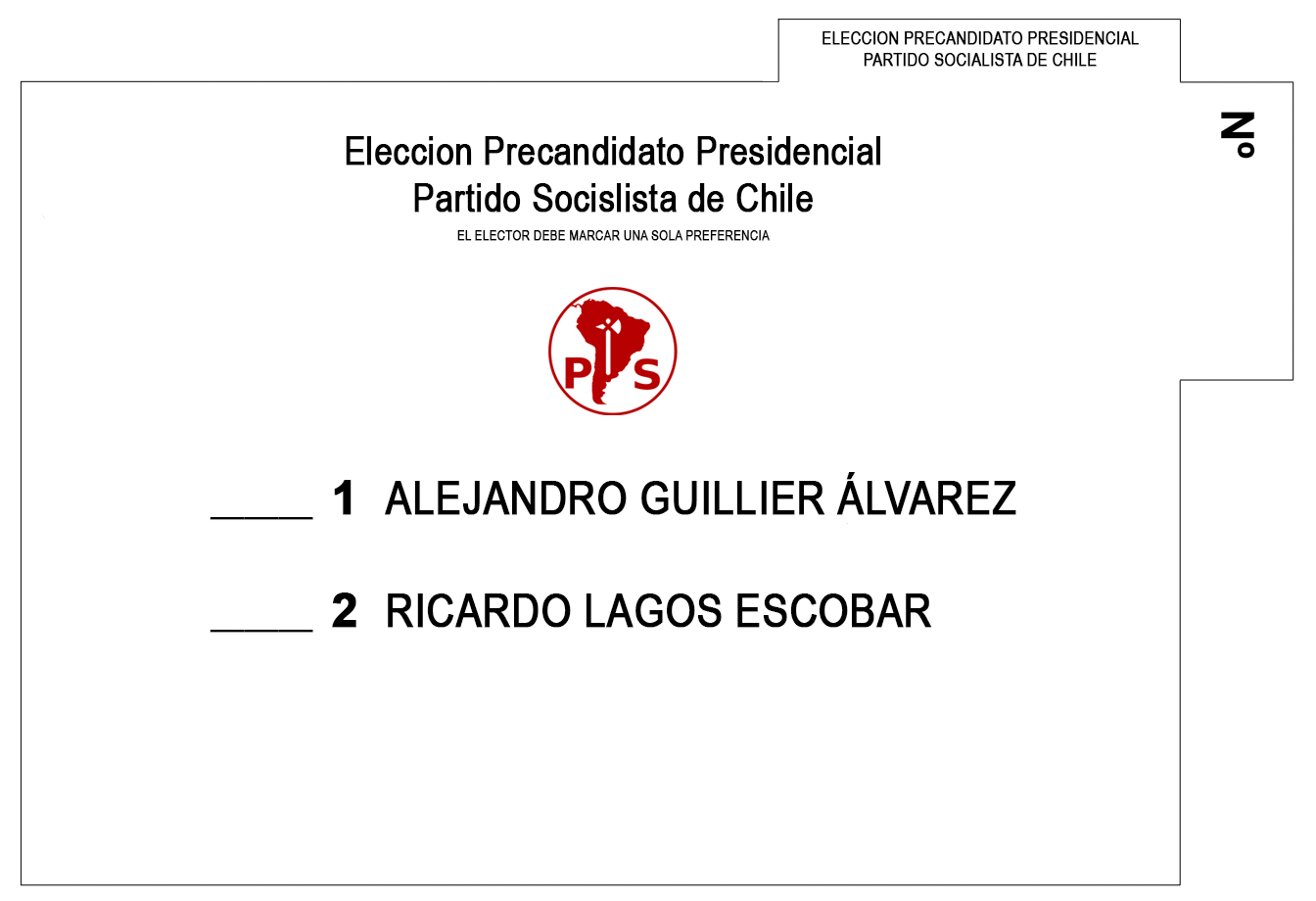
Facsímil del voto utilizado en el Comité Central del PS el 9 de abril.

El 19 de enero, la mesa directiva del Partido Socialista de Chile acordó mantener su decisión de definir la candidatura presidencial del partido mediante una primaria abierta (denominada «consulta ciudadana») el 28 de abril, en la cual podrían participar militantes del partido y ciudadanos que no estuvieran inscritos en ningún partido político. La decisión fue ratificada por el Comité Central del partido el 21 de enero.
Entre los militantes del PS que manifestaron su interés por participar estuvieron Fernando Atria y José Miguel Insulza. También fueron considerados Alejandro Guillier y Ricardo Lagos, si bien este último descartó participar de la primaria del PS ya que fue proclamado candidato presidencial del Partido por la Democracia.
El Comité Central del partido decidió el 1 de abril suspender el proceso de consulta ciudadana, y anunciar a su candidato presidencial el fin de semana siguiente. Tras esta decisión, Insulza y Atria –quien calificó el hecho como «vergonzoso»– decidieron bajar sus candidaturas.
El 9 de abril, día en que se realizó la definición del candidato presidencial, se decidió —por 70 votos a favor y 37 en contra— que la votación del Comité Central del partido sería de carácter secreta. En la votación, Alejandro Guillier obtuvo 67 votos, Ricardo Lagos obtuvo 36 y existieron 4 votos nulos. Por esta razón, al día siguiente Lagos renunció a la carrera presidencial, sin que él ni el PPD entregaran formalmente su respaldo a alguna de las candidaturas presidenciales de la coalición.

### Definición en el Partido Demócrata Cristiano
Ante la bajada de Lagos, desde el Partido Demócrata Cristiano se analizó la posibilidad de que la colectividad presentara a Carolina Goic como candidata en primera vuelta, sin pasar por unas primarias con Alejandro Guillier. Aquella posibilidad se definió en la Junta Nacional del partido, la que se realizó el 29 de abril en el Círculo Español de Santiago. Allí, y en una votación secreta, la opción de ir a primera vuelta logró 381 votos, superando a las 221 preferencias que querían ir a una elección con el resto del bloque.
La decisión del PDC provocó diversas reacciones en el conglomerado. El presidente del Partido Radical Socialdemócrata, Ernesto Velasco, afirmó que esto implicaba «el fin de la Nueva Mayoría». El Partido Comunista, que hasta la fecha era el único de la coalición que no había proclamado a un candidato presidencial, decidió inclinarse por Guillier. El Partido por la Democracia, en tanto, afirmó que no levantaría una nueva postulación, con lo que se anularon las opciones de una primaria en el sector.

## Candidatos
Se incluyen las candidaturas que fueron oficializadas y proclamadas por algún partido de la Nueva Mayoría, las que llegaron vigentes hasta el 29 de abril de 2017.
| Nombre | Nombre                    | Apoyo político       | Candidatura |
| ------ | ------------------------- | -------------------- | --- |
|        | Carolina Goic (PDC)       | PDC                  | Tras su elección como presidenta del Partido Demócrata Cristiano en enero de 2017, diversos militantes se manifestaron a favor de una posible precandidatura presidencial, aunque ella lo descartó en diversas ocasiones. Sin embargo, en febrero de 2017, Goic afirmó a La Tercera que asumía «el desafío de ser candidata presidencial de la DC». Fue proclamada candidata por su partido el 11 de marzo. Tras la renuncia de la candidatura de Ricardo Lagos, el PDC anunció que el 29 de abril decidiría si participará de primarias en la Nueva Mayoría o postularía a Goic directamente a primera vuelta como candidata presidencial. Finalmente se optó por esta última opción en la Junta Nacional de la Democracia Cristiana, la que triunfó por 381 votos contra 221 (que estaban por la opción de llegar a primarias). |
|        | Alejandro Guillier (Ind.) | PRSD PS PCCh MASR IC | Si bien no militaba en el Partido Radical, fue candidato a senador por el cupo del radicalismo y ha participado en actividades en conjunto con otros parlamentarios de la colectividad. Desde mediados de 2016 ha ido posicionándose como uno de los candidatos más competitivos dentro de la Nueva Mayoría para la elección presidencial de 2017, concitando apoyos en varios políticos de la coalición. Aprovechando esta circunstancia, el PRSD utilizó a Guillier como rostro de apoyo a sus candidatos en las elecciones municipales de octubre de 2016, y dicha colectividad lo proclamó oficialmente como precandidato presidencial en su Consejo General del 7 de enero. Los partidos Izquierda Ciudadana y MAS Región también han anunciado su apoyo a la candidatura de Guillier. El 9 de abril se impuso sobre Ricardo Lagos en la votación del Comité Central del Partido Socialista para definir a su abanderado presidencial, con lo que sumó el apoyo de dicho partido. El 30 de abril, el Partido Comunista anunció que lo proclamaría como su abanderado, situación que ocurrió el 7 de mayo. |

### Candidaturas descartadas
| Nombre | Nombre              | Apoyo político | Candidatura |
| ------ | ------------------- | -------------- | --- |
|        | Ricardo Lagos (PPD) | PPD            | Presidente de Chile en el período 2000-2006. A través de una declaración en su sitio web, Lagos anunció oficialmente su precandidatura el 2 de septiembre de 2016. Desde entonces ha recorrido Chile buscando apoyos, y ha promovido que tanto el PPD como el PS (ambos partidos donde se considera militante) presenten un candidato común. El PPD lo proclamó oficialmente como su candidato presidencial en su consejo nacional, realizado el 14 de enero de 2017. |

Otros interesados
- Isabel Allende (PS): Anunció su intención de ser la precandidata de su partido en julio de 2016.[35] En octubre de 2016, y tras una reunión con Ricardo Lagos, declinó su opción presidencial, aunque no entregó su apoyo a ningún precandidato de su sector.[36]
- Fernando Atria (PS): Lanzó su precandidatura en una entrevista con El Mercurio, publicada el 25 de septiembre de 2016. Su nombre ha sido levantado por los sectores más izquierdistas del PS.[37] Se esperaba su participación en la «consulta ciudadana» del 23 de abril, que definiría al precandidato del PS; sin embargo, tras la decisión del Comité Central del partido que suspendió dicho mecanismo, anunció el retiro de su candidatura el 1 de abril.[38]
- Francisco Huenchumilla (PDC): Huenchumilla fue propuesto como candidato presidencial por el entonces presidente de su partido, Jorge Pizarro, el 3 de febrero de 2016.[39] En noviembre de 2016 afirmó que si se decidiera a hacerlo «sería un remezón cultural y político fuerte» para Chile, por ser «una sociedad muy clasista y muy racista», en referencia a sus raíces mapuches.[40] Luego que su partido se definiera por Carolina Goic como abanderada, decidió dejar la carrera presidencial para ser candidato a senador por La Araucanía.[41]
- José Miguel Insulza (PS):Tras el anuncio de la precandidatura de Ricardo Lagos, Insulza sonó como posible precandidato, aunque descartó tomar una decisión antes de las elecciones municipales de octubre de 2016. El 22 de noviembre, el presidente de su partido Osvaldo Andrade, confirmó la precandidatura de Insulza.[42] Sin embargo, retiró su candidatura el 1 de abril de 2017, luego que el Partido Socialista anunciara que no se realizará la consulta ciudadana.[42]
- Jorge Tarud (PPD): En julio de 2016 declaró su interés por participar en primarias de la Nueva Mayoría,[43] lo cual confirmó en un vídeo publicado el 21 de octubre de 2016.[44] En el consejo general del PPD del 14 de enero de 2017, los militantes eligieron a Ricardo Lagos como su abanderado, con un 92,6% de los votos, tras lo cual Tarud reconoció su derrota y aceptó la decisión.[45]
- Ignacio Walker (PDC): A mediados de 2015 declaró que si su partido consideraba llevar un precandidato, él estaba dispuesto a competir.[46] Sin embargo, a fines de 2016 decidió buscar la reelección en el Congreso, descartando una precandidatura presidencial.[47]